# Olga Bergholz
Olga Fiódorovna Bergholz (en ruso: О́льга Фё́доровна Бергго́льц; San Peterburgo, 3 de mayojul./ 16 de mayo de 1910greg.-Leningrado, 13 de noviembre de 1975) afamada poetisa soviética, conocida por su trabajo en la radio durante el Sitio de Leningrado, donde fue el símbolo de la fuerza y la determinación de la ciudad. 

## Biografía
Era hija de un médico que trabajaba en una central, y publicó sus primeros versos en 1924. En 1925, se unió al grupo literario 'El cambio', donde conoció a Borís Kornílov en 1925, con quien se casó en 1926, y con quien pronto tendría a su hija Irina. Se graduó en filología en la Universidad de Leningrado en 1930, y la enviaron a Kazajistán como periodista del periódico La estepa soviética. En 1930, se divorció de Kornílov y se casó con su compañero de facultad Nikolái Molchánov.
Tras su vuelta a Leningrado, trabajó de redactora en el periódico de la fábrica Electrosila (1931-1934) y publicó varios libros. El 13 de diciembre de 1938, fue encarcelada, permaneciendo detenida 7 meses durante la Gran Purga, donde una golpiza durante un interrogatorio le causó una muerte fetal. Borís Kornílov fue fusilado en 1938. Ella fue liberada el 3 de julio de 1939, siendo rehabilitada a continuación. Se alistó en el partido comunista en 1940. 
Bergholz es una de las poetas más conocidas del Sitio de Leningrado. Su segundo marido, Nikolái Molchánov, filólogo, murió de hambre en 1942. Olga Bergholz permaneció en la ciudad asediada. Allá ha creado sus mejores poemas, dedicados a los defensores de Leningrado.
Fue condecorada con la Orden de Lenin y numerosas medallas; una calle de San Petersburgo, un cráter de Venus y  el planeta menor 3093 Bergholz descubierto por la astrónoma soviética Tamara Smirnova en 1971 llevan su nombre.
Está enterrada en los Literátorskie Mostkí (Puentecillos literarios) del Cementerio Vólkovo de San Petersburgo.

## Obra
- Глубинка (1932)
- Годы штурма (1933)
- Ночь в Новом мире (1935)
- Журналисты (1934)
- Зерна (1935)
- Стихотворения, (1934)
- Книга песен (1936)
- Февральский дневник (1942) - “Diario de febrero”
- Ленинградская поэма (1942) - “Poema de Leningrado”
- Памяти защитников, (1944)
- Ленинградская тетрадь (1942)
- Первороссийск (1950) - galardonado con el Premio Stalin
- Они жили в Ленинграде (1944)
- У нас на земле (1947)
- Верность (1954)